# نورمان إدوارد تيت
نورمان إدوارد تيت (بالإنجليزية: Norman Edward Tate)‏ هو لاعب سيرك ‏ نيوزيلندي، ولد في 1890، وتوفي في 1962.